# 加トちゃんケンちゃんスペシャル
『加トちゃんケンちゃんスペシャル』（かとちゃんけんちゃんスペシャル）は、テレビ朝日系列の「水曜単発枠」で1989年から1991年まで放送されたバラエティ特別番組。

## 概要
司会の加藤茶と志村けんがゲストとゲームコーナーやものまねコーナーで盛り上がる。コントコーナーは一切存在せず、「加トちゃんケンちゃんごきげんテレビ」とは特に関連はない。
ファミリー劇場で何度も再放送されている。

## コーナー
- スターものまね大合戦
- ちびっこドッキリインタビュー（『歌謡ドッキリ大放送』『歌謡びんびんハウス』のコーナーと同内容）
- レモン飛ばしゲーム
- スターイントロボン
- 芸能人100人に聞きました
- がっちり買いましょう
- 危険信号!トイレでパニック
- コンニャクつかみゲーム
- 足あてゲーム
- ごはんでパニック
- パフォーマンスクイズ
- ピンボールゲーム

## スタッフ
- 企画：皇達也（テレビ朝日）
- 構成：松岡孝・小川美篤、島崎伸一
- 企画協力：TMプロジェクト
- 音楽・指揮：小野寺忠和
- 演奏：豊岡豊とスイングフェイス、パセリクラブ（スイング→第1回 - 、パセリ→第4回 - ）
- ナレーション：佐々木正洋、辻義就（2人共テレビ朝日アナウンサー<当時>）（佐々木→第1 - 3回、辻→第4回 - ）
- スタイリスト：関恵美子（第4回）
- 技術協力（第1回）→技術（第6回）：テイクシステムズ
- TD：杉村俊明、江原淳一、野呂奔、宮田一（杉村→第1,3回、江原→第2回、野呂→第2,4,5回、宮田→第3,4回）
- SW：宮崎輝夫、関根敏夫（宮崎・関根→第6回）
- カメラ：江原淳一、宮田一、有泉重正、大窪光俊、関口光男、斉藤弘一、辻井明、平野友章、本郷勝則（江原〜有泉→第1回、大窪→第2,3,5回、関口→第2,3回、斉藤→第4回、辻井→第4回、平野・本郷→第6回）
- VE：西脇正和、山口利美、植木利道、戸塚信也、大塚隆広、青柳一友、城口昭、勝又章浩、佐野雅彦（西脇→第1回、山口・植木→第2回、戸塚・大塚→第3回、青柳→第4回、城口→第4回、勝又・佐野→第6回）
- 音声：宮沢庸介、早川憲一、阿部健彦、牧野行雄、高橋正勝、山岸壮二（宮沢→第1,4,5回、早川・阿部→第2,3回、牧野→第4回、高橋・山岸→第6回）
- 照明：高見光平、小島裕行、富樫孝兼、高柳薫、原斉、植松奉人、市川一弘（共立照明）、江口義信（共立照明）（高見→第1回、小島→第2,4回、富樫・高柳→第3回、原→第4回、植松→第5回、市川・江口→第6回）
- 共立照明：市川一弘（第5回）
- 日放：大石忠道（第5回）
- 美術：板垣昭次、佐藤由基男、高原篤、黒田信彦、石上久、宇家譲二（板垣・高原→第1回、佐藤→第1,2回、黒田→第3回、石上→第4,5回、宇家→第6回）
- デザイン：宇家譲二、綿貫冬樹、北原國彦、池上隆（宇家→第2,5回、綿貫→第2 - 6回、北原→第3,4回、池上→第4,6回）
- 技術アシスト：生沼豊（第1回）
- PA：田村智宏
- 照明アシスト：小川良市、宮崎晃、市川一弘（小川→第1回、宮崎→第2回、市川→第3回）
- 電飾：羽根利満（第1回）
- 大道具：川村盛博、太田雄也、竹内俊彰、高田一則（川村→第1,5回、太田→第2回、竹内→第3,4回、高田→第6回）
- 小道具：樋口光四郎、手嶋誠（樋口→第4,5回、手嶋→第6回）
- 編集：渡辺亮市、石川浩通、日下石京子、中山朝生（渡辺→第1,2回、石川→第3回、日下→第4,6回、中山→第5,6回）
- MA：丸井庸男、三浦和之、坂井真一（丸井→第1 - 3,6回、三浦→第4,5回、坂井→第6回）
- 効果：中村充、山名清久、古川裕志（中村→第1 - 3,5,6回、山名→第4回、古川→第6回）
- タイトル：宍戸淳一
- TK：尾木みち、山岸弘子（尾木→第1 - 3回、山岸→第4 - 6回）
- ディレクター：山本隆夫、中村雪浩、山本清、瀬戸口修、佐藤彰、杉村全陽（以上テレビ朝日）（山本隆→第1回、中村→第1 - 6回、山本清→第2回、瀬戸口→第3回、佐藤→第4 - 6回、杉村→第5,6回）
- 演出：成田信夫、村居義弘（テレビ朝日）（成田→第1回-、村居→第1回）
- プロデューサー：三倉文宏、斉藤由雄、日野裕（以上テレビ朝日）（斉藤→第1回、日野→第2回-）、井澤健（イザワオフィス）
- 制作著作：テレビ朝日、イザワオフィス

## 放送日
『水曜スーパーテレビ』は『水STV』、『水曜スーパーキャスト』は『水SC』、『水曜特バン!』は『水特』と、それぞれ略記。
| 回 | 放送年月日     | 放送時間     | 放送枠 | タイトル                                        | 出演者 |
| -- | -------------- | ------------ | ------ | ----------------------------------------------- | --- |
| 1  | 1989年9月27日  | 19:00～21:48 | 水STV  | 秋一番!!加トちゃんケンちゃんスペシャル          | 光GENJI、CHA-CHA、沢田研二、田原俊彦、南野陽子、酒井法子、西村知美、荻野目洋子、マルシア、城之内早苗、小柳ルミ子、前川清、堺正章                              |
| 2  | 1990年3月28日  | 19:00～21:48 | 水STV  | 春一番!!加トちゃんケンちゃんスペシャル          | 光GENJI、生稲晃子、佐野量子、西村知美、松本明子、松本伊代、芳本美代子、西田ひかる、日野美歌、八代亜紀、堀内孝雄                                               |
| 3  | 1990年10月3日  | 19:00～21:48 | 水SC   | 加トちゃんケンちゃんスペシャル                  | 近藤真彦、南野陽子、酒井法子、西村知美、西田ひかる、松本伊代、生稲晃子、杉本彩、ribbon、野口五郎、西城秀樹、コロッケ                                          |
| 4  | 1991年4月3日   | 19:00～21:48 | 水SC   | 加トちゃんケンちゃんスペシャル                  | 光GENJI、CHA-CHA、近藤真彦、森口博子、杉本彩、松本伊代、井森美幸、相原勇、内田あかり、舘ひろし、松平健、吉村明宏                                              |
| 5  | 1991年7月17日  | 19:00～20:54 | 水特   | 加トちゃんケンちゃんスペシャル                  | 光GENJI、CHA-CHA、CoCo、酒井法子、荻野目洋子、森口博子、本田美奈子、千堂あきほ、榊原郁恵                                                                      |
| 6  | 1991年10月2日  | 19:00～21:48 | 水特   | 加トちゃんケンちゃんスペシャル                  | 光GENJI、CHA-CHA、SMAP、CoCo、ribbon、中森明菜、南野陽子、西村知美、荻野目洋子、松居直美、森口博子、西田ひかる、MIE、日野美歌、五月みどり、川中美幸、野口五郎 |
| 7  | 1991年12月25日 | 19:00～20:54 | 水特   | 年忘れ!加トちゃんケンちゃんスターものまね大合戦 | 光GENJI、CHA-CHA、SMAP、ribbon、森口博子 |